# مدرسة ثانوية

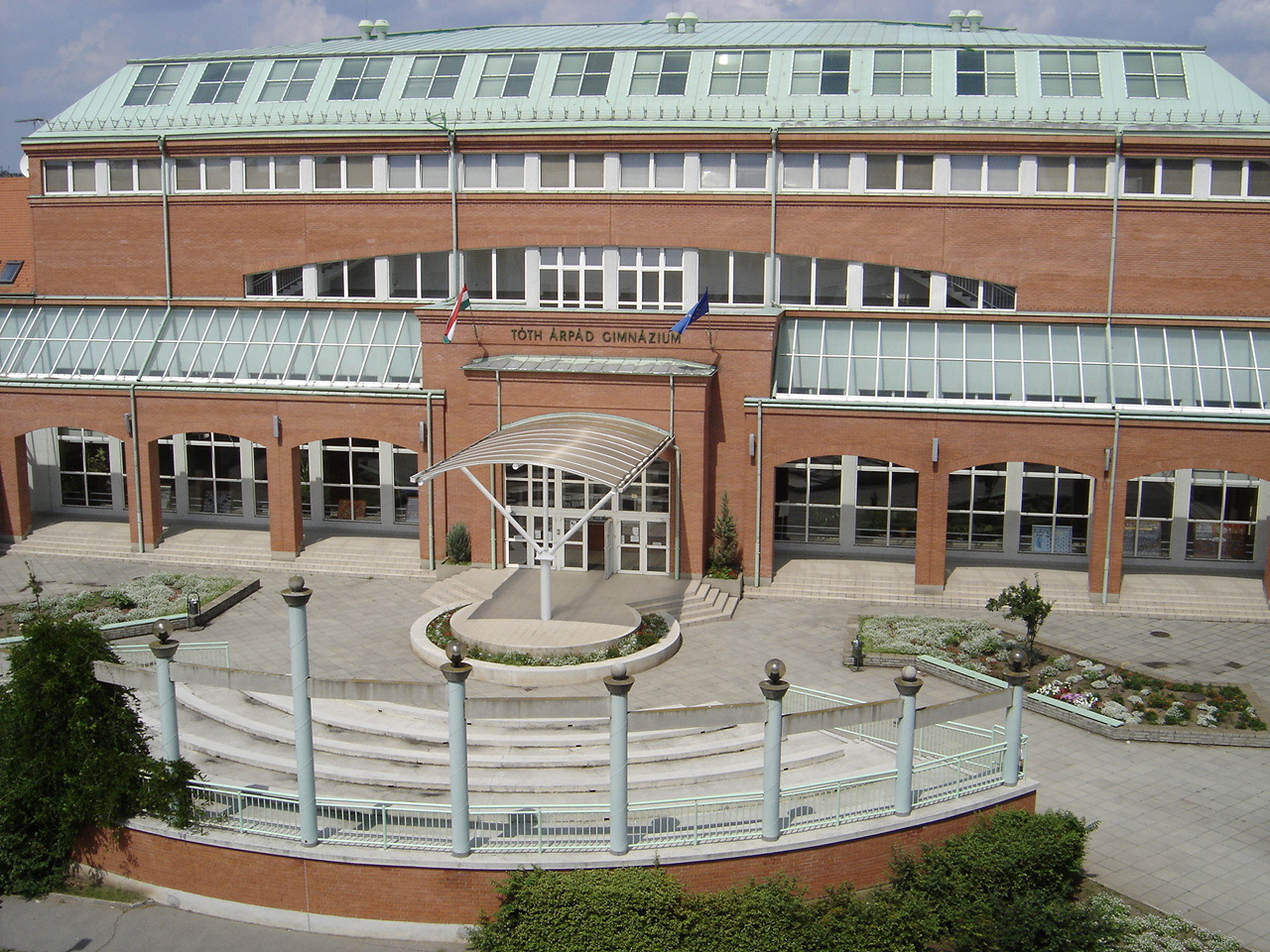
مدرسة ثانوية في دبرتسن بالمجر.

المدرسة الثانوية هو الاسم المستخدم في بعض أنحاء العالم لتوصيف تلك المؤسسة التي توفر التعليم الثانوي كله أو جزءا منه. الفترة الفعلية التي نشأت فيها المدرسة الثانوية في اسكتلندا كانت في عام 1505 بالمدرسة الثانوية الملكية في أدنبرة، وقد انتشرت في دول العالم الحديث الهيبة العالية التي اكتسبها النظام التعليمي في اسكتلندا وفي الوقت نفسه قاد ذلك بعض الدول لكي توظف معلمين اسكتلنديين لتطوير نظام التعليم في ولاياتهم.
المدرسة الثانوية الملكية كانت تستخدم كنموذج لأول مدرسة ثانوية عامة في الولايات المتحدة، المدرسة الثانوية الإنجليزية التي انشأت في بوسطن، ماساشوستس، في عام 1821. المرحلة الدقيقة من الدراسة المقدمة من مدرسة ثانوية تختلف من بلد إلى بلد، ويمكن أن تتغير في نفس الاختصاص. في كل من نيوزيلندا و‌ماليزيا جنبا إلى جنب مع أجزاء من أستراليا و‌كندا، المدرسة الثانوية هو مرادف للمدارس الثانوية، وتشمل المرحلة الثانوية من التعليم بأكمله.
المرحلة الثانوية تعتبر بوابة رئيسية للدخول إلى الجامعة خصوصا مع وجود معدل مرتفع.